# Abertzale
Abertzale è un lemma della lingua basca traducibile con l'espressione "patriota" o "nazionalista". Si tratta di un neologismo coniato da Sabino Arana dalla fusione del termine aberri ("patria") e il suffisso -zale ("che ama", "chi è amico"). Il suo uso e significato, in spagnolo, dipende molto dall'area geografica in cui viene utilizzato. Il dizionario della Real Academia Española definisce la parola come "nazionalismo radicale basco" sia come aggettivo applicato a persone sia come sostantivo.
Essendo stata associata spesso alla definizione di "sinistra nazionalista", abertzale si riconduce spesso al partito Batasuna e al gruppo terroristico Euskadi Ta Askatasuna (ETA).

## Origine
La sua origine è piuttosto recente. È infatti parola composta da due termini: 
1. aberri(a) che significa "patria" (per i baschi Euskal Herria" (tale termine fu coniato da Sabino Arana Goiri, padre del nazionalismo basco vissuto a cavallo tra XIX e XX secolo e fondatore del Partito Nazionalista Basco (PNV-EAJ)
2. -tzale, suffisso attributivo che può essere reso in italiano con il prefisso "filo-".

## Uso
La parola è utilizzata di norma per indicare simpatizzanti o attivisti di movimenti o partiti politici baschi di estrazione nazionalista come Batasuna ("Unità"), Euskadi Ta Askatasuna o ETA, ("Paese basco e Libertà", organizzazione armata definita come terroristica da Spagna, Unione europea e Stati Uniti), Eusko Alkartasuna o EA ("Solidarietà Basca"), o il Partito Nazionalista Basco (Euskal Alderdia Jeltzalea) o PNV-EAJ, anche se i membri di questo partito tendono a definirsi più col termine jeltzale, cioè aderenti all'ideologia del PNV-EAJ, che con abertzale. Per i gruppi simpatizzanti con Batasuna viene spesso utilizzata la denominazione "sinistra abertzale" (ezkerra abertzale).